# 安德烈·格兰茨曼
安德烈·格兰茨曼（德語：Andrei Glanzmann，1907年3月27日—1988年6月23日），罗马尼亚男子足球运动员，司职前锋。他曾代表罗马尼亚国家队参加1930年国际足联世界杯，结果队伍止步小组赛阶段。